# 39e cérémonie des Daytime Emmy Awards
La 39e cérémonie annuelle des Daytime Emmy Awards, organisée par l'Academy of Television Arts and Sciences et qui récompense le meilleur des programmes de journée a eu lieu le 23 juin 2012 à l'Hôtel Hilton à Beverly Hills, Californie. Elle a été diffusée à la télévision aux États-Unis sur la chaîne d'information en continu HLN.

## Cérémonie
Les nominations pour la 39e cérémonie annuelle des Daytime Emmy Awards ont été annoncées en direct le 9 mai 2012 dans l'émission Today.

## Palmarès
Note : Les lauréats sont indiqués ci-dessous en premier de chaque catégorie et en gras.

### Programmes
- Meilleure série télévisée dramatique
  - Hôpital central
  - La Force du destin
  - Des jours et des vies
  - Les Feux de l'amour
- Meilleur jeu télévisé
  - Jeopardy!
  - BrainSurge
  - Cash Cab
  - Let's Make a Deal
  - Wheel of Fortune
  - Who Wants to Be a Millionaire?
- Meilleur programme matinal
  - Today
  - Good Morning America
- Meilleur débat télévisé d'information
  - The Dr. Oz Show
  - Anderson
  - The Doctors
- Meilleur débat télévisé de divertissement
  - Live with Regis and Kelly
  - The Ellen DeGeneres Show
  - The Talk
  - The View
- Meilleure émission sur le quotidien (Outstanding Lifestyle Show)
  - Cars. TV
  - Chop Cut Rebuild
  - Martha
  - My Generation
  - Rough Cut
- Meilleure émission sur la justice
  - Last Shot with Judge Gunn
  - America's Court with Judge Ross
  - Judge Joe Brown
  - We the People With Gloria Allred
- Meilleur programme animé
  - Les Pingouins de Madagascar
  - Kung Fu Panda : L'Incroyable Légende
  - Bob l'éponge
  - Georges le petit curieux
  - Sid the Science Kid
  - Peep and the Big Wide World (Pouic explore le monde)

### Performances
- Meilleur acteur dans une série télévisée dramatique
  - Anthony Geary pour le rôle de Luke Spencer dans Hôpital central
  - Maurice Bernard pour le rôle de Sonny Corinthos dans Hôpital central
  - John McCook pour le rôle de Eric Forrester dans Amour, Gloire et Beauté
  - Darnell Williams pour le rôle de Jesse Hubbard dans La Force du destin
  - Robert S. Woods pour le rôle de Bo Buchanan dans On ne vit qu'une fois
- Meilleure actrice dans une série télévisée dramatique
  - Heather Tom pour le rôle de Katie Logan dans Amour, Gloire et Beauté
  - Crystal Chappell pour le rôle de Carly Manning dans Des jours et des vies
  - Debbi Morgan pour le rôle d'Angie Hubbard dans La Force du destin
  - Erika Slezak pour le rôle de Victoria Lord dans On ne vit qu'une fois
  - Laura Wright pour le rôle de Carly Corinthos dans Hôpital central
- Meilleur acteur dans un second rôle dans une série télévisée dramatique
  - Jonathan Jackson pour le rôle de Lucky Spencer dans Hôpital central
  - Bradford Anderson pour le rôle de Damien Spinelli dans Hôpital central
  - Matthew Ashford pour le rôle de Jack Deveraux dans Des jours et des vies
  - Sean Blakemore pour le rôle de Shawn Butler dans Hôpital central
  - Jason Thompson pour le rôle de Patrick Drake dans Hôpital central
- Meilleure actrice dans un second rôle dans une série dramatique
  - Nancy Lee Grahn pour le rôle de Alexis Davis dans Hôpital central
  - Melissa Claire Egan pour le rôle de Annie Lavery dans La Force du destin
  - Genie Francis pour le rôle de Genevieve Atkinson dans Les Feux de l'amour
  - Elizabeth Hendrickson pour le rôle de Chloe Mitchell dans Les Feux de l'amour
  - Rebecca Herbst pour le rôle d'Elizabeth Webber dans Hôpital central
- Meilleur jeune acteur dans une série télévisée dramatique
  - Chandler Massey pour le rôle de Will Horton dans Des jours et des vies
  - Eddie Alderson pour le rôle de Matthew Buchanan dans On ne vit qu'une fois
  - Chad Duell pour le rôle de Michael Corinthos dans Hôpital central
  - Nathan Parsons pour le rôle d'Ethan Lovett dans Hôpital central
- Meilleure jeune actrice dans une série télévisée dramatique
  - Christel Khalil pour le rôle de Lily Winters dans Les Feux de l'amour
  - Molly Burnett pour le rôle de Melanie Jonas dans Des jours et des vies
  - Shelley Hennig pour le rôle de Stephanie Johnson dans Des jours et des vies
  - Jacqueline MacInnes Wood pour le rôle de Steffy Forrester dans Amour, Gloire et Beauté
- Meilleur interprète dans un programme animé
  - June Foray pour le rôle de Mme Cauldron dans Garfield et Cie
  - Jeff Bennett pour le rôle de Kowalski dans Les Pingouins de Madagascar
  - James Hong pour le rôle de M. Ping dans Kung Fu Panda : L'Incroyable Légende
  - Rodger Bumpass pour le rôle de Carlo Tentacule dans Bob l'éponge
- Meilleur présentateur de jeu télévisé
  - Todd Newton pour Family Game Night (en)]
  - Ben Bailey pour Cash Cab
  - Wayne Brady pour Let's Make a Deal
  - Meredith Vieira pour Who Wants to Be a Millionaire?
- Meilleur présentateur de débat télévisé
  - Regis Philbin et Kelly Ripa pour Live with Regis and Kelly
  - Anderson Cooper pour Anderson
  - Mehmet Oz pour The Dr. Oz Show
  - Rachael Ray pour Rachael Ray
  - Lisa Masterson, Jillian Michaels, Andrew P. Ordon, Jim Sears, Travis Lane Stork et Wendy Walsh pour The Doctors
- Meilleur présentateur d'émission sur le quotidien
  - Sandra Lee pour Semi-Homemade Cooking
  - Rick Bayless pour Mexico One Plate at a Time
  - Nate Berkus pour The Nate Berkus Show
  - Paula Deen pour Paula's Best Dishes
  - Giada De Laureniis pour Giada at Home

### Réalisation
- Meilleure réalisation pour une série télévisée dramatique
  - Hôpital central
  - Amour, Gloire et Beauté
  - On ne vit qu'une fois
  - Les Feux de l'amour
- Meilleure réalisation pour un programme animé
  - Les Pingouins de Madagascar
  - Kung Fu Panda : L'Incroyable Légende
  - Bob l'éponge
  - Transformers: Prime

### Scénario
- Meilleur scénario pour une série télévisée dramatique
  - Des jours et des vies
  - La Force du destin
  - Hôpital central
  - Les Feux de l'amour
- Meilleur scénario pour un programme animé
  - WordGirl
  - Kung Fu Panda : L'Incroyable Légende
  - Les Pingouins de Madagascar
  - Les Mélodilous (The Backyardigans)
  - Martha Speaks

## Récompenses et nominations multiples

### Nominations multiples
23 : Hôpital central
16 : Les Feux de l'amour et 1, rue Sésame
15 : Des jours et des vies
12 : The Ellen DeGeneres Show
11 : La Force du destin, Amour, Gloire et Beauté et On ne vit qu'une fois